# Stade de la Cité de l'Oie
Le stade de la Cité de l'Oie est un stade de football située à Visé en Belgique.